# プロ経営者
プロ経営者（プロけいえいしゃ）とは、異なる業界や有名企業での経営手腕を買われ、招聘されて外部（社外）からいきなり組織トップに就任した人のことを指す。
起業家、サラリーマン経営者以外で経営者になる手法となっている。

## 概要
欧米や外資系企業では、日本で稀有だった以前から一般的であった。日本でも2010年代以降から、日本企業が苦境に立たされる中、欧米型のマネジメントシステムを導入する大企業が外部人材から社長を登用するケースが増加している。日本の経営者は、基本的に創業家などのオーナー一族による同族経営関係出身、または生え抜き社員の年功序列など内部昇進（サラリーマン社長）のような人事慣行による。それに対して、経営経験の既にあるプロ経営者を外部から登用することで、会社側は財務改善や業績向上のみならず、多方面での社内変革を期待している。
プロ経営者は、異業種経営からの転身も散見される。一方で、日本の企業文化（風土）には必ずしも合致しないとの主張や、就任後に創業家・大株主・プロパー従業員など（ステークホルダー）との経営方針の対立が顕在化し、お家騒動へ発展した末に退陣へと追い込まれた事例も実在するため、招請する会社には慎重な判断が希求される。
プロ経営者の必須能力について、平松庚三は強烈な個性、リーダーシップ、非情な決断を挙げた が、安達保は事業計画を遂行できることと厳格に認識している。プロ経営者の育成については、経営者になる前に経営者の経験を積めず、教育訓練による育成も難しいことから難しいとされる。また、21世紀における経営環境の急速なグローバル化（国際競争の激化、多国籍企業の急増など）に迅速に適応したグローバル経営の断行が可能な経営者人材の発掘や育成は日本企業にとって喫緊の課題であり、実際にプロ経営者には外資系企業幹部経験者が多く存在する。

## 出来事
2004年、Apple Computer 日本法人社長であった原田泳幸が日本マクドナルドホールディングス社長へ転じ、「マックからマックへ」の転職として話題となる。
2014年、日本コカ・コーラの社長および会長を務めた魚谷雅彦が資生堂の社長に、イギリス グラクソ・スミスクライン コーポレート エグゼクティブ チームメンバーを務めたクリストフ・ウェバーが武田薬品工業社長に、ローソン社長→会長を務めた新浪剛史がサントリーホールディングス社長に就任（就任日順）。創業100年超の老舗企業のプロ経営者起用が続出する。また、原田も日本マクドナルドホールディングス社長を退任し、ベネッセホールディングス会長兼社長に就任した。
2016年6月、原田がベネッセホールディングス会長兼社長を、藤森義明がLIXILグループ社長を、実質的に解任される形で相次いで退任した。

## 実例

### 人物
当一覧では、経営トップを務めた会社が全くの同業のみの人物は含めない。また、経営者ではなく投資家的な側面の強い人物も除いた。
姓の五十音順。
氏名の右は、代表取締役、社長、会長など経営トップに就いた会社のみを記載。最高役職が副社長、取締役などの会社は対象外とした。また、トップを務めた会社の関連会社も除外した。
- ＜創業＞ 自身が創業させた会社。
  - ＜設立＞ 創業の表現は不適切だが日本法人などとして自身が設立させた会社。
- ＜昇進＞ 経営トップとして入社しておらずその後の社内（または同一グループ内）での昇進でトップに就任した会社。

上記の分類は、プロ経営者的な案件ではないといえる。
- ＜再建＞ 経営再建中であった会社。

#### 日本出身者
- 相木孝仁 - フュージョン・コミュニケーションズ、コボ、鎌倉新書社長、インクリメント・ピー
- 穐田誉輝 - カカクコム、クックパッド、くふうカンパニー
- 網屋信介 - NISグループ、衆議院議員、全国警備保障、アジア開発キャピタル
- 池本克之 - ドクターシーラボ、ネットプライス、その他役員として数多くの企業に参画
- 泉信彦 - レクセム、フォーサイド、ミライノベート
- 稲盛和夫[4] - 京都セラミツク→京セラ＜創業＞、第二電電企画→第二電電（現・KDDI）＜創業＞、日本航空＜再建＞
- 岩下清周 - 北浜銀行＜創業＞、衆議院議員、箕面有馬電気軌道、大阪電気軌道
- 岩田聡 - ハル研究所＜昇進＞、任天堂
- 入交昭一郎 - 本田技術研究所、セガ、旭テック
- 上田昌孝 - アメリカンホーム保険会社、セシール、フジ・ダイレクト・マーケティング
- 魚谷雅彦[4][6] - 日本コカ・コーラ、ブランドヴィジョン＜創業＞、資生堂
- 臼井興胤 - 日本マクドナルド、セガ、コメダホールディングス
- 内海州史 - ディズニー・インタラクティブ・アジア、キューエンタテインメント＜創業＞、ワーナーミュージック・ジャパン、ユーキャスト・ラボ、サイバード、ウェーブマスター
- 大田義実 - 双日中国会社＜昇進＞、サンテレホン＜再建＞、ミヤコ化学＜再建＞、VAIO＜再建＞、バイテックグローバルエレクトロニクス
- 岡田完二郎 - 古河鉱業＜昇進＞、宇部興産、富士通
- 各務鎌吉 - 東京海上火災保険、三菱信託銀行、日本郵船、貴族院議員
- 鎌田和彦 - オープンハウス＜昇進＞、インテリジェンス（現・パーソルキャリア）＜創業＞
- 鹿島房次郎 - 神戸市長、オリエンタルホテル、川崎造船所、川崎汽船
- 上垣内猛 - ユニリーバ・ジャパン、西友
- 上山健二 - ジャック・ホールディングス（現・カーチスホールディングス）、長崎屋＜再建＞、GABA、ワールド＜再建＞
- 香坂伸治 - クリスピー・クリーム・ドーナツ、銀蔵
- 郡山史郎 - シンガー、ソニーPCL、小僧com
- 小坂順造 - 信濃毎日新聞、信越化学工業＜創業＞、日本発送電、電源開発、衆議院議員
- 小松裕介 - 伊豆シャボテンリゾート＜昇進＞、VAZ[7]
- 小森哲郎 - アスキー＜再建＞、カネボウ→カネボウ・トリニティ・ホールディングス→クラシエホールディングス＜再建＞、建デポ
- 齋藤正記 - 三井情報、セブン&アイ・ネットメディア
- 三枝匡 - バクスター、大塚電子、テクノインベストメント、ミスミグループ本社
- 榊原定征 - 東レ＜昇進＞、産業革新投資機構、関西電力
- 佐藤英志 - エスネットワークス＜創業＞、太陽ホールディングス
- 澤田貴司 - KIACON＜創業＞、コールド・ストーン・クリーマリー・ジャパン＜設立＞、リヴァンプ＜創業＞、ファミリーマート
  - ファーストリテイリング副社長を務めたのち、2005年10月に同社社長を務めた玉塚元一と共同でリヴァンプを設立。その後、2016年9月1日にファミリーマート社長に就任し、コンビニエンスストアで同業であるローソンの社長を経て会長に在任中であった玉塚と対峙した。なお玉塚は、2014年5月1日 - 2016年5月31日にローソン社長、2016年6月1日 - 2017年5月30日に同社会長に在任しており、澤田と社長在任期間は重複していない。
- 塩野紀子 - エスエス製薬、コナミスポーツクラブ、ワイデックス
- 下出義雄 - 大同製鋼、鈴木バイオリン製造、名古屋証券取引所、衆議院議員
- 正田貞一郎 - 日清製粉＜設立＞、東武鉄道、貴族院議員
- 菅礼之助 - 帝国鉱業開発、石炭庁、同和鉱業、昭和鉱業、東京電力
- 瀬戸欣哉 - 住商グレンジャー→MonotaRO＜創業＞、LIXILグループ
  - 2016年6月、藤森義明の後任として、LIXILグループ 社長に就任。
- 妹尾賢俊 - maneo＜創業＞、Orb＜創業＞、TRENDE
- 武井大助 - 昭和産業、安田銀行、文化放送
- 田邊公己 - ジョリーパスタ、ココスジャパン、カッパ・クリエイト
- 玉塚元一[4] - ファーストリテイリング＜昇進＞、リヴァンプ＜創業＞、ロッテリア＜再建＞、ローソン、デジタルハーツホールディングス
- 塚田公太 -　東洋棉花、日本織物統制、貿易庁、倉敷紡績
- 中島久万吉 - 内閣総理大臣秘書官、横浜ゴム、古河鉱業、東京湾汽船、文化放送
- 長門正貢 - 富士重工業、シティバンク銀行、ゆうちょ銀行、日本郵政
- 成田一夫 - ワンゾーン、マツモトキヨシ
- 新浪剛史[4] - ローソン＜昇進＞、サントリーホールディングス
- 西浦裕二 - ブーズ・アレン・ハミルトン、ローランド・ベルガー、アリックスパートナーズ、アクサ生命保険、アクサ損害保険、三井住友トラストクラブ
- 西谷浩司 - 本間ゴルフ、湯快リゾート
- 西室泰三 - 東芝、東京証券取引所グループ、日本郵政
- 野島廣司 - ノジマ＜昇進＞、アイ・ティー・エックス、スルガ銀行
- 橋本圭一郎 - ドイツ三菱＜昇進＞、三菱自動車工業、セガサミーアセット・マネージメント、フィッチ・レーティングス、首都高速道路、塩屋土地、井植グループ本社
- 林文子 - ファーレン東京、ビー・エム・ダブリュー東京、ダイエー、東京日産自動車販売、横浜市長
- 早瀬京鋳 - ルルレモン・アスレティカ日本法人、オリオンビール
- 原田泳幸[6] - アップルコンピュータ・ジャパン→アップルコンピュータ（日本法人）＜昇進＞、日本マクドナルドホールディングス、ベネッセホールディングス
  - 他に、Apple（アメリカ法人） ヴァイスプレジデントなどを歴任。
- 板東浩二  - NTTぷらら、船井電機
- 日色保 - ジョンソン・エンド・ジョンソン、日本マクドナルドホールディングス
- 樋口泰行[8] - 日本ヒューレット・パッカード＜昇進＞、ダイエー＜再建＞、マイクロソフト（日本法人）→日本マイクロソフト、パナソニック
  - パナソニックには大学卒業後に入社しており（当時：松下電器産業）、トップとしての復帰となった。
- 平井康文 - シスコシステムズ、楽天コミュニケーションズ
- 平生釟三郎 - 川崎造船所、文部大臣、日本製鐵、日鉄鉱業
- 平松庚三 - 小僧com、ライブドアホールディングス、弥生
- 吹野博志 - デルコンピュータ、オレガ、ナノジオメトリ研究所
- 深尾隆太郎 - 日清汽船、南洋拓殖、東洋電化工業、貴族院議員、日本サッカー協会
- 藤森義明[4][6] - 日本GE＜昇進＞、住生活グループ→LIXILグループ
- 藤原謙次 - ローソン、ファンケル
- 船曳睦雄 - フレッシュネス、ワイズテーブルコーポレーション
- 堀江博海 - 十六銀行、岐阜新聞社
- 桝田直 - スターバックスコーヒージャパン、コクミン、スギホールディングス
- 松本晃[6] - ジョンソン・エンド・ジョンソン メディカル→ジョンソン・エンド・ジョンソン（日本法人）、カルビー、RIZAPグループ
- 宮澤孝夫 - 野村総合研究所、ボストンコンサルティンググループ、TMJ、ハルメク
- 村井勉 - マツダ、アサヒビール、住友銀行＜昇進＞、JR西日本
- 村野一 - デアゴスティーニ・ジャパン、シック・ジャパン、オリオンビール
- 村林聡 - 三菱UFJリサーチ&コンサルティング、ディーカレット
- 八木康行 - 日本マクドナルドホールディングス、リンガーハット
- 安居喜造 - 三井銀行＜昇進＞、三井石油化学工業、東レ
- 八剱洋一郎 - AT&T、ウィルコム、SAPジャパン、イグレック
- 山田哲 - ディールタイムドットコム、フェニックスリゾート、タイトー
- 米田幸正 - エステー、スギホールディングス、CFSコーポレーション、サマンサタバサジャパンリミテッド
- 脇田珠樹 - セブン＆アイ・ホールディングス＜昇進＞、ニッセンホールディングス＜再建＞、シャディ＜再建＞

#### 日本出身者以外
国名は出身国。
- ハワード・ストリンガー[4]（ イギリス） - CBS＜昇進＞、テレ-TV（英語版）＜創業＞、ソニー（ アメリカ法人→ 日本法人）
- スティーブ・デイカス（ アメリカ合衆国） - マスターフーズ、西友、スシローグローバルホールディングス、セブン&アイ・ホールディングス
  - 他に、 ファーストリテイリングシニア・バイス・プレジデントなどを歴任。
- クレイグ・ネイラー（ アメリカ合衆国） - 日本板硝子
  - 他に、デュポン 上席副社長などを歴任。
- スチュアート・チェンバース（ イギリス） - ピルキントン、日本板硝子、ARMホールディングス、Rexam
- ハロルド・ジョージ・メイ（ オランダ）  - タカラトミー、新日本プロレスリング
  - 他に、日本コカ・コーラ副社長、サンスター執行役員などを歴任。
- ポール与那嶺（ アメリカ合衆国） - KPMGコンサルティング、日立コンサルティング、日本アイ・ビー・エム、GCA、セントラル・パシフィック・バンク
  - 他に、三井住友銀行取締役、ホノルル市長特別顧問など。

### 会社
プロ経営者の起用に積極的な日本企業（日本とは、株主構成ではなく法人所在地を基準とする）。経営再建のため外部人材を招いた会社は除く。
五十音順。★は上場企業。
- ★武田薬品工業 - グローバル経営を推進しており、クリストフ・ウェバーCEOはじめ日本人以外も多数役員に起用している。
- ★日本板硝子 - 買収したピルキントンとの経営主導権争奪戦が深刻化した。
- 日本コカ・コーラ（★ザ コカ・コーラ カンパニー完全子会社のザ コカ・コーラ エクスポート コーポレーション完全子会社）
- ★LIXILグループ